# 2005 في اليابان
فيما يلي قوائم الأحداث التي وقعت خلال عام 2005 في اليابان.

## سياسة

### تعيين في المنصب
- 8 أغسطس – جونيتشيرو كويزومي وزير الزراعة والغابات والمسامك [الإنجليزية]‏.

### انتهاء فترة المنصب
- 11 أغسطس – جونيتشيرو كويزومي وزير الزراعة والغابات والمسامك [الإنجليزية]‏.
- 31 أكتوبر – تارو أسو Minister for Internal Affairs and Communications [الإنجليزية]‏.

## رياضة
- 1 يناير – كأس العالم للأندية 2005 الفائز نادي ساو باولو.
- 9 أكتوبر – جائزة اليابان الكبرى 2005 الفائز كيمي رايكونن.

## ظهور
- 1 يناير – شونن سيريوس الشهرية مجلة شونين يابانية.
- 1 يناير – كوميك يوري هيم

## أفلام
من الأفلام التي صدرت هذه السنة في اليابان:
- 1 يناير – 3-حديد من إخراج كيم كي دوك.
- 1 يناير – الحديقة المعلقة من إخراج Toshiaki Toyoda [الإنجليزية]‏.
- 1 يناير – الخيميائي الفولاذي - الفلم: محتل شامبلا من إخراج سيجي ميزوشيما.
- 1 يناير – إير من إخراج اوسامو ديزاكي.
- 1 يناير – بوكيمون: لوكاريو أند ذا مايستري أوف ميو من إخراج كونيهيكو يوياما.
- 1 يناير – هينوكيو
- 13 مايو – لا أحد يعلم من إخراج هيروكازو كوري إدا.
- 22 أكتوبر – الحقد من إخراج تاكاشي شيموزو.

## برامج ومسلسلات وأنمي
- مارتن ميستري

## كتب
من الكتب التي صدرت هذه السنة في اليابان:
- 1 يناير – لا تدعني أذهب أبدا من تأليف كازوو إيشيغورو.
- 29 أغسطس – إخلاص المشتبه س من تأليف كيغو هيغاشينو.

## وفيات

### مارس
- 14 مارس – أكيرا يوشيزاوا (مواليد 1911) فنان ياباني.
- 15 مارس – شوجي نيشيو (مواليد 1927)
- 22 مارس – كنزو تانغه (مواليد 1913)

### مايو
- 23 مايو – تيتسويا إيشيدا (مواليد 1973) رسام ياباني.

### نوفمبر
- 26 نوفمبر – تاكانوري أريساوا (مواليد 1951) ملحن ياباني.